# متحولة حالة للنسج
المُتَحَوِّلَة الحَالّة للنُسُج أو إنتاميبا هيستوليتيكا (أو الأميبا الحالة للنسج في الترجمات شبه الحرفية، من الإنجليزية: Entamoeba histolytica) هي نوع من جنس المتحولة، عبارة عن طفيلي أولي وحيد الخلية وحقيقي النواة، تنتقل عبر الطعام والشراب الملوث من شخص لآخر وهي مشهورة بتسببها بمرض الزحار الأميبي أو الخراج الكبدي. تصيب الأميبا الحالة للنسج حوالي 50 مليون شخص سنوياً.

## دورة الحياة

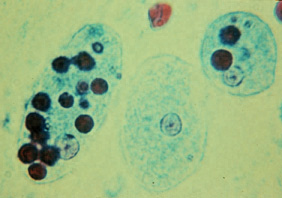
أتاريف المتحولة الحالة للنسج مبتلعةً تعيش

المتحولة الحالة للنسج متطفله في تجويف الأمعاء الغليظة للعائل وتتغذى على الغشاء المخاطي للأمعاء الغليظة وخلايا الدم الحمراء، تفرز الانتاميبا أنزيمات تحلل الغشاء المخاطي للأمعاء الغليظة وتتعمق داخل جدار الأمعاء فتتلف خلاياها وتكون قروحاً مؤلمة، وبذلك يحدث مرض الزحارالأميبي

دورة حياة متحولة حالة للنسج

تتحوصل الأميبا الحالة للنسج داخل الأمعاء، وتصبح كبيرة الحجم يترواح قطرها من 30 40 ميكرون وبداخل كل حوصلة أربع أنوية تتحول إلى أنتاميبات صغيرة وحويصلات الأنتاميبا التي تخرج مع براز الشخص المريض، وتنتقل إلى الطعام والشراب بواسطة الذباب والصراصير أو عبر الاتساخ بالفضلات البشرية أو الحيوانية، وعندما يبتلع شخص سليم الطعام الملوث تنتقل العدوى وينتشر المرض.

## التشخيص
يتم تشخيص وجود المتحولة الحالة للنسج عبر فحص عينة البراز وكشف وجود الأكياس الغشائية المحتوية على الأتاريف (المرحلة النشطة من دورة حياة المتمورة)، يمكن استخدام تقنيات أخرى كـ (ELISA) و (RIA) إذا دعت الحاجة.

## معرض صور

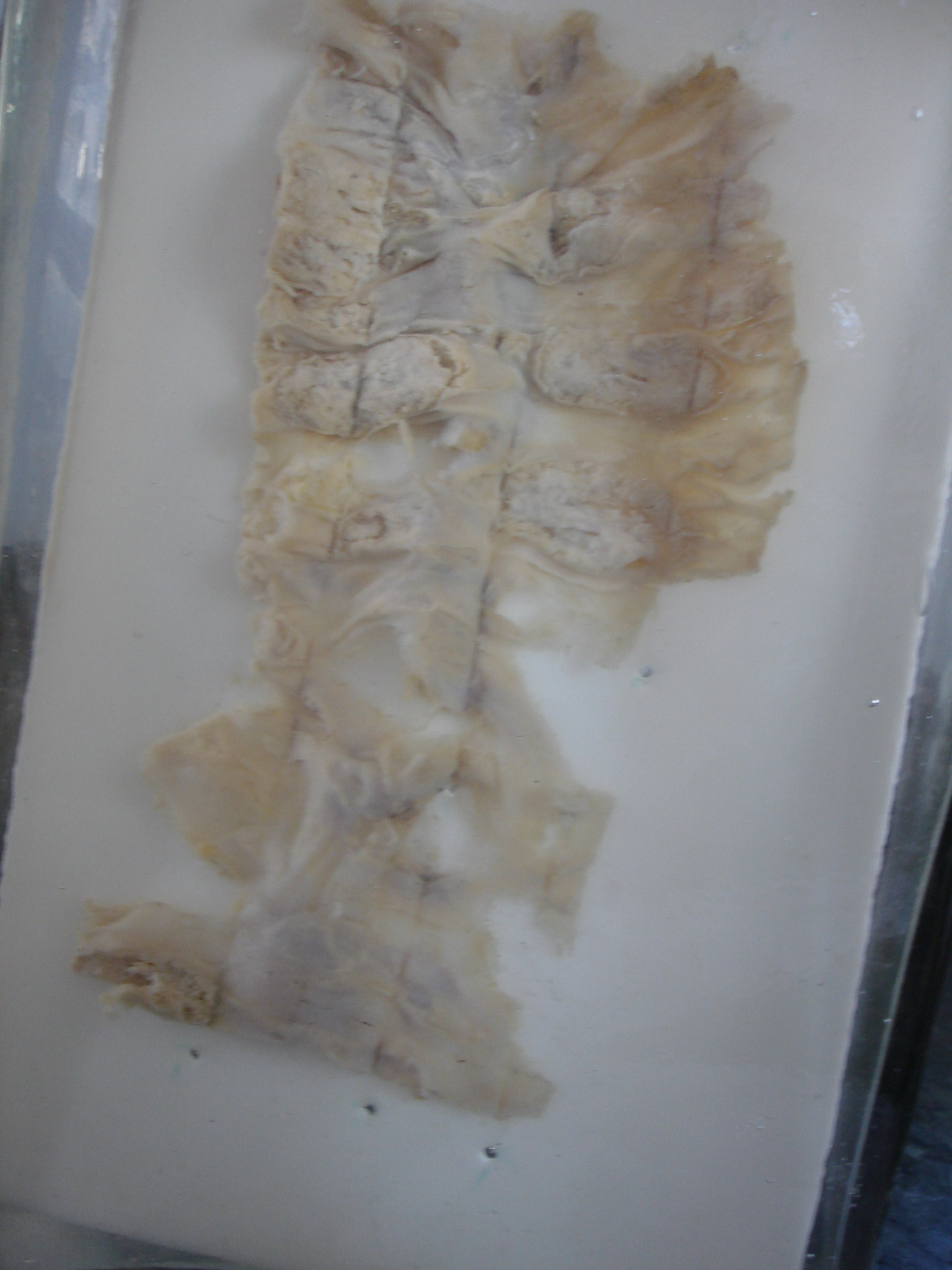
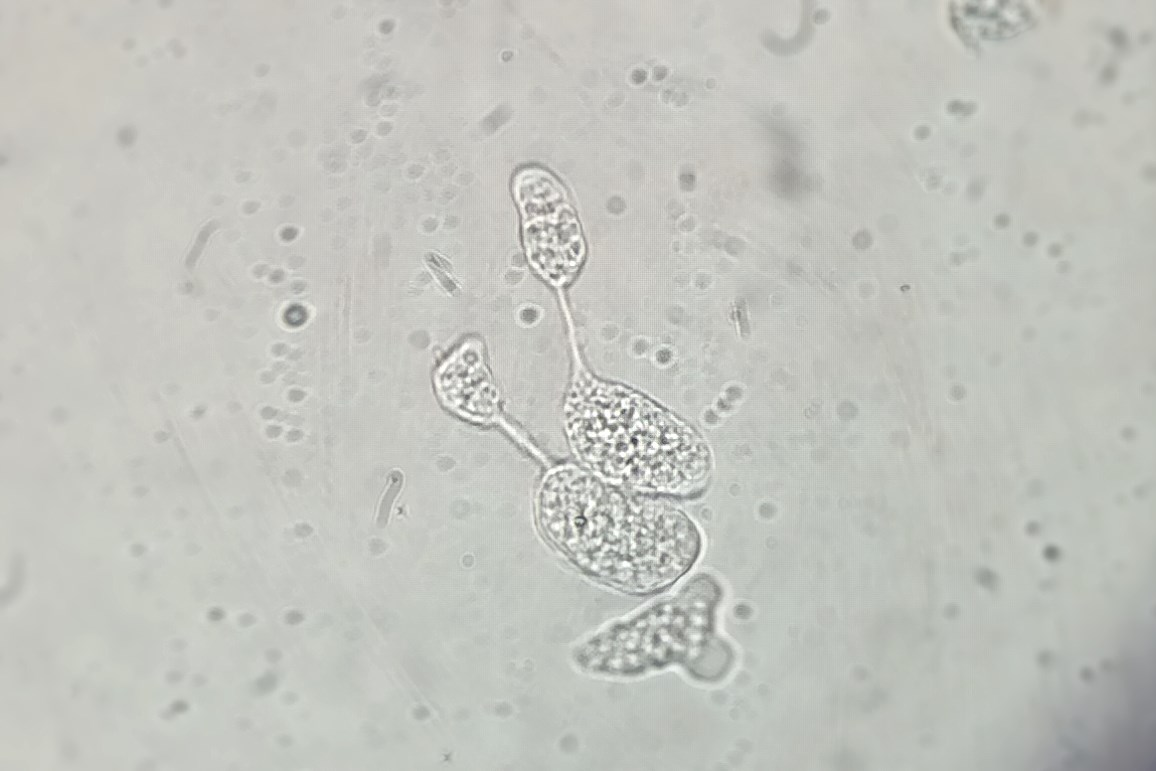
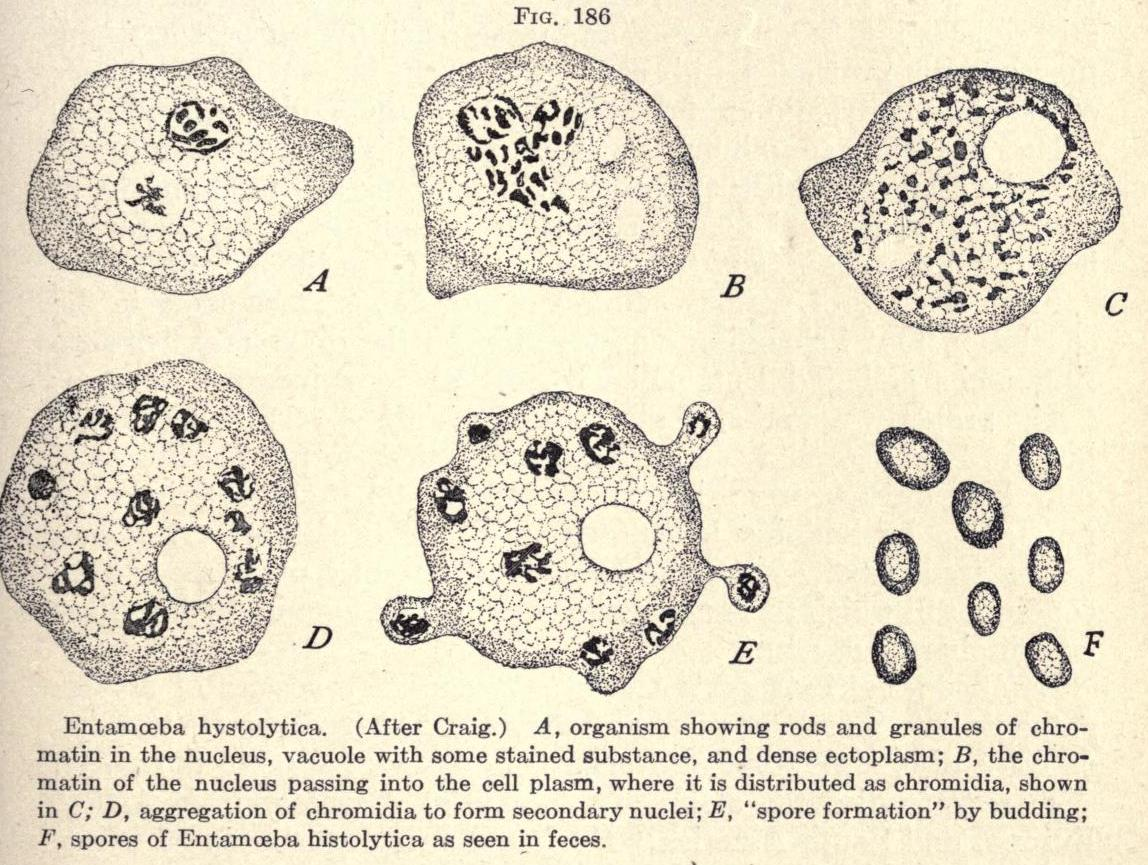
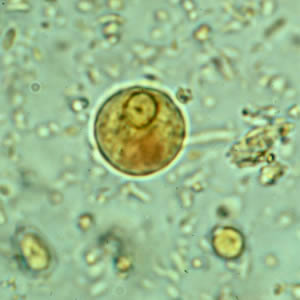
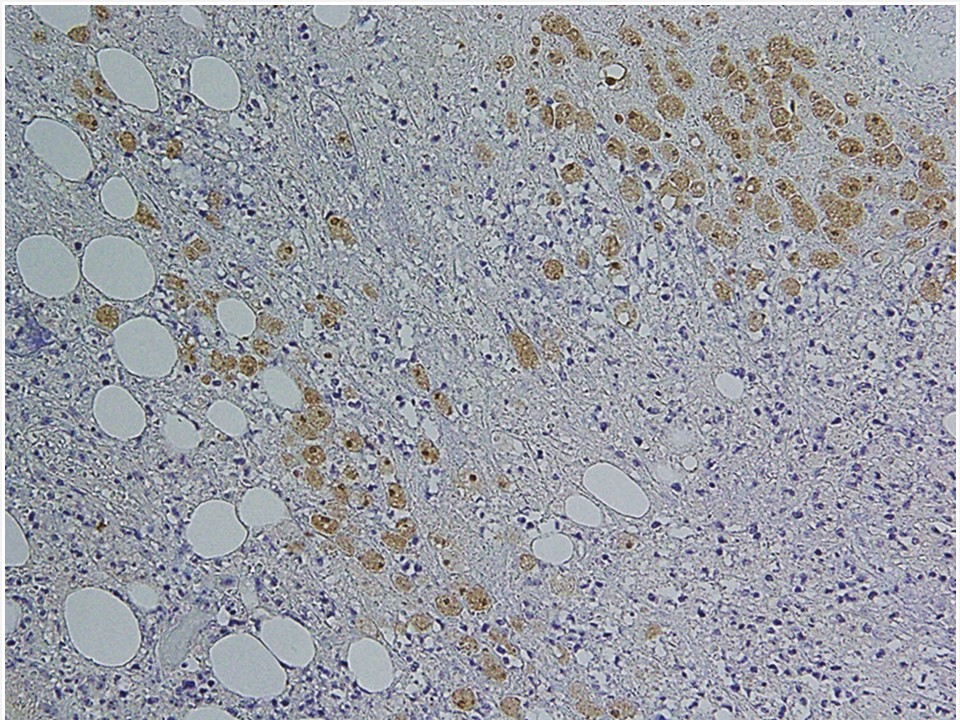

## اقرأ أيضاً
- متحولة
- زحار أميبي